# Festival Internacional de Cine de San Sebastián 1975
La 23.ª edición del Festival Internacional de Cine de San Sebastián tuvo lugar entre el 13 y el 24 de septiembre de 1975. En esta edición continuaba teniendo la categoría A de la FIAPF como festival competitivo no especializado.

## Desarrollo
El comienzo del festival fue una poco accidentado. El que tenía que ser presidente del jurado y objeto de retrospectiva, Henri-Georges Clouzot, no se pudo presentar y fue sustituido por Antonio Isasi Isasmendi. El crítico italiano Claudio Bertieri también renunció a formar parte del jurado. El festival se inauguró el 13 de septiembre con la presencia del ministro de información León Herrera Esteban, el director general de cinematografía Rogelio Díez Alonso, el alcalde Francisco Lasa Echarri y el presidente del festival Miguel Echarri con una exposición de Press books de Luis Gómez Mesa y la proyección fuera de concurso de El Padrino II de Francis Ford Coppola, con la presencia de Mónica Randall, Valerie Perrine y Lee Strasberg. El día 15 se proyectaron la británica Conduct Unbecoming y la soviética (rodada en letón) Pūt, vējiņi. El día 16 se proyectaron Furtivos y Noc oranžových ohňů. El día 17 se proyectaron Una dona ofuscada y La guerra del cerdo, al mismo tiempo que se producían dos abandonos más entre los miembros del jurado (Miklós Jancsó y Pedro Olea). El día 18 se proyectaron Fatti di gente perbene y Die verlorene Ehre der Katharina Blum, que fue muy bien acogida por la crítica (aunque finalmente no obtuvo premio). El día 19 fueron proyectadas Pim, pam, pum... ¡fuego!, que decepcionó a los críticos, y la polonesa Moja wojna, moja miłość y el día 20 Tarde de perros y L'Histoire d'Adèle H., que fue presentada por la joven protagonista, Isabelle Adjani. El día 21 se proyectaron Bekötöt szemmel, Rainha Diaba y Una anglesa romàntica, el 22 Leonor y Der Richter und sein Henker y el 23 Tiburón y ¿Por qué se asesina a un magistrado?. El 24 se proyectaron Los cachorros y L'Agression Después se proyectó fuera de concurso Això és l'espectacle y se hio público el veredicto del jurado, no sin polémica. En la entrega de los premios asistió la actriz italiana Gina Lollobrigida.

## Jurados
Jurado Oficial
- Antonio Isasi Isasmendi
- Robert Ardrey
- Betty Box
- José López Clemente
- Lajos Fazekas
- Charlotte Kerr
- Ignacio López Tarso

## Películas

### Programa Oficial
Las 19 películas siguientes fueron presentadas en el programa oficial:
| Título en España                     | Título original                       | Director(es)               | País                  |
| ------------------------------------ | ------------------------------------- | -------------------------- | --------------------- |
| Rainha Diaba                         | Rainha Diaba                          | Antonio Carlos da Fontoura | Brasil                |
| Una mujer bajo la influencia         | A Woman Under the Influence           | John Cassavetes            | EE. UU.               |
| Blindfold                            | Bekötöt szemmel                       | András Kovács              | Hungría               |
| Culpable sin rostro                  | Conduct Unbecoming                    | Michael Anderson           | Reino Unido           |
| El puente sobre Estambul             | Der Richter und sein Henker           | Maximilian Schell          | RFA                   |
| El honor perdido de Katharina Blum   | Die verlorene Ehre der Katharina Blum | Volker Schlöndorff         | RFA                   |
| Tarde de perros                      | Dog Day Afternoon                     | Sidney Lumet               | EE.UU.                |
| La gran burguesía                    | Fatti di gente per bene               | Mauro Bolognini            | Italia                |
| Furtivos                             | Furtivos                              | José Luis Borau            | España                |
| Tiburón                              | Jaws                                  | Steven Spielberg           | EE.UU.                |
| La agresión                          | L'Agression                           | Gérard Pirès               | Francia               |
| Diario íntimo de Adèle H.            | L'Histoire d'Adèle H.                 | François Truffaut          | Francia               |
| La guerra del cerdo                  | La guerra del cerdo                   | Leopoldo Torre Nilsson     | Argentina             |
| Leonor                               | Leonor                                | Juan Luis Buñuel           | España/Francia/Italia |
| Los cachorros                        | Los cachorros                         | Jorge Fons                 | México                |
| Moja wojna, moja miłość              | Moja wojna, moja miłość               | Janusz Nasfeter            | Polonia               |
| Noc oranžových ohňů                  | Noc oranžových ohňů                   | Zbyněk Brynych             | Checoslovaquia        |
| Paco                                 | Paco                                  | Robert Vincent O'Neill     | Colombia              |
| ¿Por qué se asesina a un magistrado? | Perché si uccide un magistrato        | Damiano Damiani            | Italia                |
| Pim, pam, pum... ¡fuego!             | Pim, pam, pum... ¡fuego!              | Pedro Olea                 | España                |
| Una inglesa romántica                | The Romantic Englishwoman             | Joseph Losey               | Reino Unido           |
| Pūt, vējiņi                          | Pūt, vējiņi                           | Gunārs Piesis              | URSS                  |

### Fuera de concurso
| Título en España           | Título original        | Director(es)         | País   |
| -------------------------- | ---------------------- | -------------------- | ------ |
| Érase una vez en Hollywood | That's Entertainment!  | Jack Haley, Jr.      | EE.UU. |
| El padrino II              | The Godfather: Part II | Francis Ford Coppola | EE.UU. |

### Informativa
| Título en España                        | Título original                         | Director(es)     | País        |
| --------------------------------------- | --------------------------------------- | ---------------- | ----------- |
| Brother Can You Spare a Dime            | Brother Can You Spare a Dime            | Philippe Mora    | Reino Unido |
| Dersu Uzala                             | Dersu Uzala                             | Akira Kurosawa   | URSS        |
| Las fuerzas vivas                       | Las fuerzas vivas                       | Luis Alcoriza    | México      |
| El portero de noche                     | Il portiere di notte                    | Liliana Cavani   | Italia      |
| Janis                                   | Janis                                   | Howard Alk       | Canadá      |
| James Dean: The First American Teenager | James Dean: The First American Teenager | Ray Connolly     | EE.UU.      |
| Nazareno Cruz y el lobo                 | Nazareno Cruz y el lobo                 | Leonardo Favio   | Argentina   |
| Adopción                                | Örökbefogadás                           | Márta Mészáros   | Hungría     |
| Electra, My Love                        | Szerelmem, Elektra                      | Miklós Jancsó    | Hungría     |
| Como plaga de langosta                  | The Day of the Locust                   | John Schlesinger | EE.UU.      |

### Nuevos Creadores[19]
| Título en España              | Título original               | Director(es)             |                |
| ----------------------------- | ----------------------------- | ------------------------ | -------------- |
| Aloha, Bobby y Rose           | Aloha Bobby and Rose          | Floyd Mutrux             | EE.UU.         |
| Ámokfutás                     | Ámokfutás                     | Lajos Fazekas            | Grecia         |
| Juan Pérez Jolote             | Juan Pérez Jolote             | Archibaldo Burns         | México         |
| Juan Vicente Gómez y su época | Juan Vicente Gómez y su época | Manuel de Pedro          | Venezuela      |
| La película                   | La película                   | José María Paolantonio   | Argentina      |
| Huellas de pisadas en la luna | Le orme                       | Luigi Bazzoni            | Italia         |
| País, S.A.                    | País, S.A.                    | Antonio Fraguas 'Forges' | España         |
| El miedo                      | Strach                        | Antoni Krauze            | Polonia        |
| Tobe hrana zvonit nebude      | Tobe hrana zvonit nebude      | Vojtech Trapl            | Checoslovaquia |
| Vanda Teres                   | Vanda Teres                   | Jean-Marie Vincent       | Francia        |

## Palmarés
Ganadores de la Sección no oficial del 25º Festival Internacional de Cine de San Sebastián de 1975:
- Concha de Oro a la mejor película: Furtivos de José Luis Borau
- Concha de Oro al mejor cortometraje: "Dwoje", de Piotr Szpakowicz
- Premio Especial del Jurado: Bekötöt szemmel de András Kovács
- Concha de Plata a la mejor dirección:
  - El puente sobre Estambul de Maximilian Schell
  - Una mujer bajo la influencia de John Cassavetes
- Concha de Plata a la mejor actriz: Gena Rowlands, por Una mujer bajo la influencia
- Concha de Plata al mejor actor: Al Pacino, por Tarde de perros
- Premio Perla del Cantábrico al mejor largometraje de habla hispana: Furtivos de José Luis Borau